# Järnvägsolyckan i Cootamundra 1885
Järnvägsolyckan i Cootamundra inträffade på eftermiddagen den 25 januari 1885 i Cootamundra i New South Wales i Australien då ett fjärrtåg spårade ur vid en trumma som hade spolats bort. Sju personer omkom och drygt tjugo skadades. Olyckan var, vid tiden, den värsta järnvägsolyckan som inträffat i Australien.

## Orsak
Över 250 mm regn hade fallit i området innan olyckan och detta hade ökat vattendraget Salt Clay Creeks flöde kraftigt, som till slut spolade bort trumman över Salt Clay Creek.